# Aktivimeter

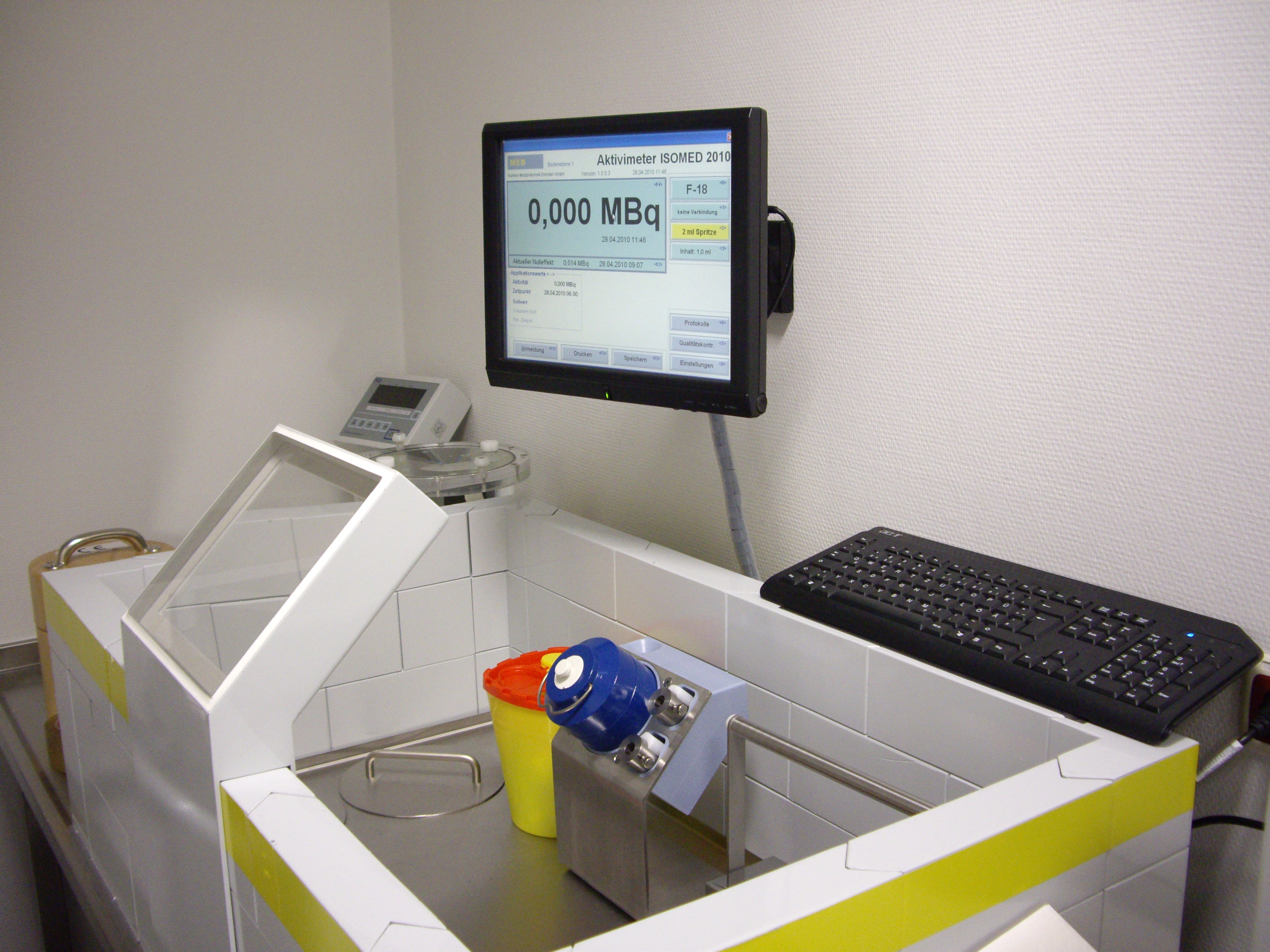
Die Bleiburg in einem nuklearmedizinischen Heißlabor. An der Wand ist das Bedien- und Ablese-Element des Aktivimeters angebracht.

Ein Aktivimeter (veraltet auch Curiemeter, nach der veralteten Einheit Curie) ist eine kalibrierte Messeinrichtung, die die Aktivität einer Messprobe anzeigen kann.
Das Aktivimeter ist regelmäßig Bestandteil des Heißlabors in nuklearmedizinischen Einrichtungen. Werden in der Diagnostik Radionuklide aus einem Generatorsystem verwendet – zum Beispiel einem Technetium-99m-Generator oder einem Gallium-68-Generator – ist in Deutschland das Vorhandensein eines Aktivimeters vorgeschrieben.

## Aufbau
Aktivimeter sind meist mit einer Bohrung ausgestattet, in die die Messprobe – zum Beispiel in einer verschlossenen Spritze – eingebracht wird. Diese Bohrung stellt die Anode einer koaxial angeordneten, zylindrischen, gasgefüllten Ionisationskammer dar. Ein Aktivimeter mit einem so gestalteten Aufbau zeichnet sich durch konstante Messempfindlichkeit und einen großen Messbereich aus. In Deutschland zugelassene Aktivimeter müssen mindestens einen Messbereich zwischen 370 kBq und 11 GBq aufweisen.

## Messgenauigkeit

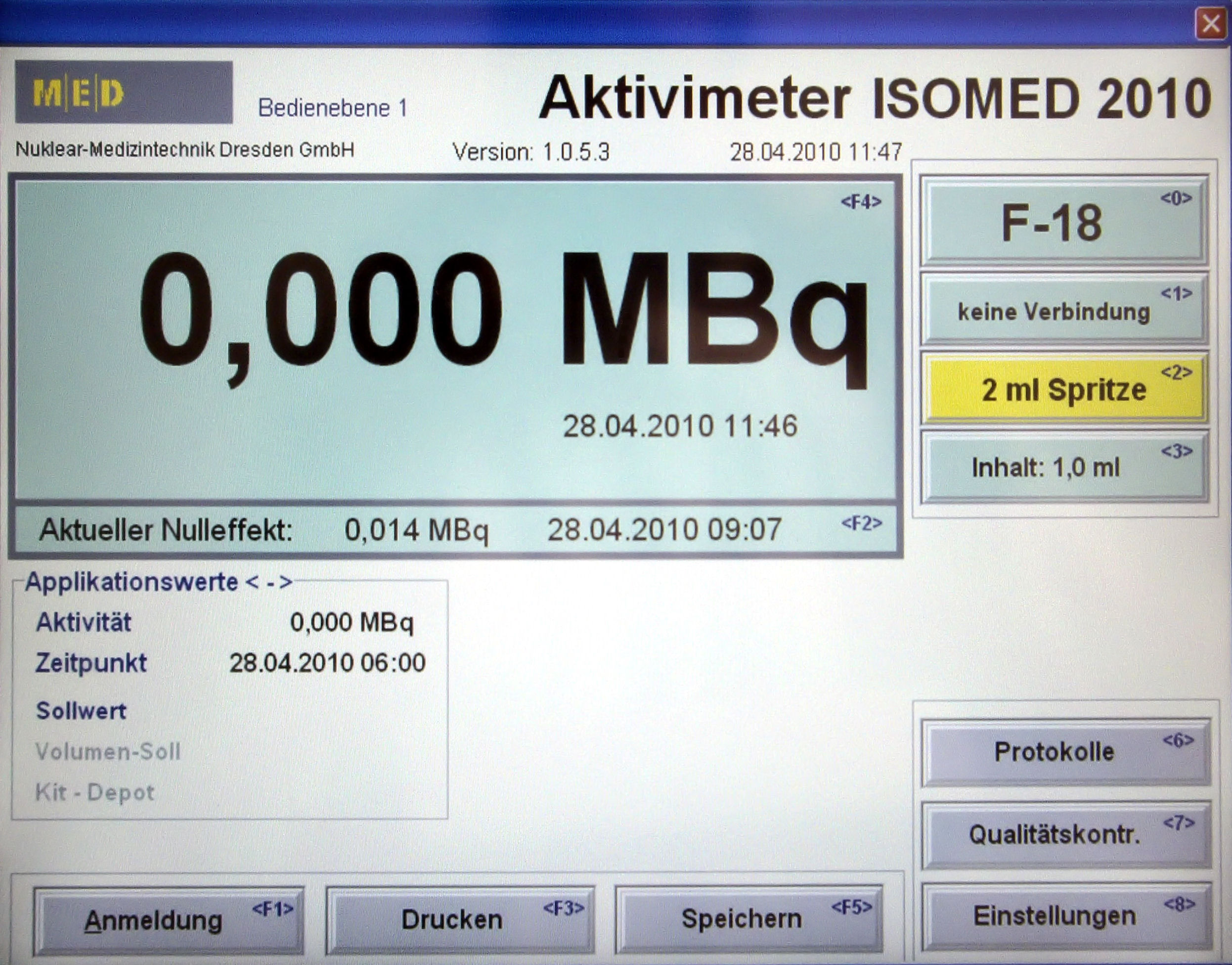
Bedienoberfläche. Hier müssen über einen Touchscreen das Nuklid, das Probengefäß und dessen Füllmege angegeben werden.

Wegen der potentiellen Anwendung der gemessenen Nuklide am Menschen müssen Aktivimeter eine besonders hohe Messgenauigkeit aufweisen. Für alle Nuklide, die gemessen werden sollen, muss das Gerät vom Hersteller kalibriert worden sein; die Messbedingungen, für die die Kalibrierung gilt, müssen definiert sein. Eine gute Linearität und Proportionalität zwischen Probenaktivität und angezeigtem Messergebnis müssen gegeben sein. Abweichungen von höchstens 5 % werden toleriert. Das Vorhandensein eines langlebigen Prüfstrahlers ist vorgeschrieben. Dieser muss auf reproduzierbare Weise in den Messschacht eingebracht werden können und für jedes anwählbare Radionuklid eine auswertbare Anzeige im Messbereich verursachen.
Wichtig ist, dass eine geeignete, gleichbleibende Messgeometrie bezüglich des Volumens der Probe und der Art des Probengefäßes eingehalten wird. Das Gerät muss – zum Beispiel durch vorprogrammierte Tasten – hinreichend einfach und eindeutig bedient werden können, damit kein falsches Radionuklid angewählt werden kann.

## Qualitätskontrolle
In Deutschland verlangen die DIN 6855 (Teil 11) und die Richtlinie „Strahlenschutz in der Medizin“ arbeitstägliche Konstanzprüfungen bezüglich des Nulleffektes und des Ansprechvermögens. Halbjährlich ist eine Messung der Linearität nach DIN durchzuführen. Alle sechs Jahre muss durch den Hersteller einer Nachkalibrierung erfolgen. Alternativ lässt sich die Kalibrierung über ein Aktivitätsnormal überprüfen.